# John Millar
John Millar (22 de junho de 1735 – 30 de maio de 1801), foi um filósofo e historiador escocês do iluminismo, um discípulo de Adam Smith e estudante da Universidade de Glasgow. Millar foi o introdutor do conceito de luta de classes na compreensão da história, mais de 50 anos antes de Karl Marx. Foi também um dos primeiros académicos a abordar a história da mulher e a história do sexo num contexto da história da civilização. Millar argumentava que o capitalismo trouxera com ele profundas mudanças nas vidas daqueles que de outra forma eram excluídos da participação na sociedade nos estágios anteriores da civilização (Ver Lord Kames). Mulheres, servos, lavradores e as classes laborais, mesmo os escravos (Millar citou a decisão de Lord Kames em libertar o escravo jamaicano Joseph Knight), todos eles beneficiaram da expansão da sociedade comercial e da derrocada das formas patriarcais de autoridade.
Millar, como muitos académicos escoceses do seu tempo um partidário dos liberais (Whig) tentou alertar os seus concidadãos da necessidade de reformar o sistema político para evitar que se produzisse uma revolução como a Revolução Francesa. Millar viu no capitalismo a origem das convulsões do século XVIII. À medida que a sociedade capitalista se torna mais activa e rica, as classes baixas, anteriormente subjugadas, "tornam-se por isso mais independentes nas suas circunstâncias" e "começam a exercer aqueles sentimentos de liberdade que são naturais à mente do Homem".

## Trabalhos
- Observations concerning the Distinction of Ranks in Society, 1771. Segunda edição revisada, 1773.
- An Historical View of the English Government, 1787.
- An Historical View of the English Government from the Settlement of the Saxons in Britain to the Revolution in 1688. To which are subjoined some Dissertations Connected with the History of the Government from the Revolution to the Present Time, 3rd ed., ed. J. Mylne & J. Craig, 4 vols, Edinburgh, 1803
- (Anon.), Letters of Crito on the causes, objects, and consequences, of the present war, 1796